# Йохан V фон Зайн
Йохан V (VIII) фон Зайн (на немски: Johann V (VIII) von Sayn; * 1491; † 1529) от рода Зайн-Спонхайм е граф на Зайн (1498 – 1529).
Той е син на граф Себастиан I фон Зайн-Хомбург (ок. 1464 – 1498) и съпругатата му Мария фон Лимбург (ок. 1465 – 1487), дъщеря на граф Вилхелм II фон Лимбург-Бройч († 1473) и Юта фон Рункел († 1473).
Йохан V се жени за Агнес фон Хеекерен, вдовица на Винценц фон Бюрен. Те нямат деца.
Йохан V се жени втори път на 1 януари 1516 г. за графиня Отилия фон Насау-Саарбрюкен (* 26 декември 1492; † 1 март 1554), най-възрастната дъщеря на граф Йохан Лудвиг фон Насау-Саарбрюкен (1472 – 1545) и първата му съпруга пфалцграфиня Елизабет фон Пфалц-Цвайбрюкен (1469 – 1500), дъщеря на пфалцграф и херцог Лудвиг I фон Пфалц-Цвайбрюкен.
Те имат децата:
- Йохан VI (IX) (1518 – 1560), граф на Зайн, женен I. 1538 г. за Елизабет фон Холщайн-Шауенбург (1520 – 1545); II. 1549 г. за Анна фон Хоенлое-Валденбург (1520 – 1594)
- Себастиан II (1520 – 1573), граф на Зайн
- Елизабет (1529 – 1549), омъжена 1548 г. за Егенолф III фон Раполтщайн († 1585)